# Coppa Italia Dilettanti Marche
La Coppa Italia Dilettanti Marche è il massimo torneo calcistico a eliminazione diretta della regione Marche. Istituito nella stagione 1991-1992, consente al vincitore di partecipare alla fase nazionale della Coppa Italia Dilettanti.

## Formula
Partecipano tutte le 16 squadre della massima divisione regionale marchigiana (ovvero l'Eccellenza). L'attuale formula è ad eliminazione diretta con ottavi di finale, quarti di finale, semifinale e infine la finale che di solito viene disputata a dicembre in campo neutro. Il regolamento è cambiato varie volte nel corso degli anni, in precedenza erano previsti anche dei gironi triangolari sia al primo turno che in finale. Vi militavano anche le squadre di Promozione fino alla creazione dell'apposita coppa di categoria.

## Albo d'oro
| Stagione | Vincitrice               | Finalista            | Risultato          | Luogo                   | Coppa Italia Dilettanti |
| -------- | ------------------------ | -------------------- | ------------------ | ----------------------- | ----------------------- |
| 1991-92  | Maceratese               | Jesina               | 3-2 (d.t.s.)       | Osimo                   | Finalista               |
| 1992-93  | Biagio Nazzaro           | Lucrezia             | 1-0                | Fano                    | 1º Turno                |
| 1993-94  | Camerino                 | Forsempronese        |                    | Chiaravalle             | Semifinale              |
| 1994-95  | Monturanese              |                      |                    |                         | 2º Turno                |
| 1995-96  | Truentina Castel di Lama | Forsempronese        | 1-0                | Castelfidardo           | 1º Turno                |
| 1996-97  | Forsempronese            | Montegiorgio         | 0-0 (3-2 c.r.)     | Montefano               | 1º Turno                |
| 1997-98  | Civitanovese             |                      |                    |                         | Semifinale              |
| 1998-99  | Camerino                 |                      |                    |                         | 1º Turno                |
| 1999-00  | Cagliese                 |                      |                    |                         | Quarti di Finale        |
| 2000-01  | Cagliese                 |                      |                    |                         | Quarti di Finale        |
| 2001-02  | Pergolese                | Urbisalviense, ???   | Girone Triangolare | Pergola, Urbisaglia, ?? | Quarti di Finale        |
| 2002-03  | Urbino                   |                      |                    |                         | Semifinale              |
| 2003-04  | Caldarola                | Forsempronese        | 1-0                | Jesi                    | 1º Turno                |
| 2004-05  | Biagio Nazzaro           | Caldarola            | 1-0                | Civitanova Marche       | 1º Turno                |
| 2005-06  | Montegiorgio             | Forsempronese        | 2-0                | Falconara Marittima     | Semifinale              |
| 2006-07  | Montegiorgio             | Piano San Lazzaro    | 0-0 (5-3 c.r.)     | Macerata                | 1º Turno                |
| 2007-08  | Forsempronese            | Elpidiense Cascinare | 1-1 (7-6 c.r.)     | Jesi                    | Quarti di Finale        |
| 2008-09  | Jesina                   | Piano San Lazzaro    | 1-0                | Fermo                   | 1º Turno                |
| 2009-10  | Fermana                  | Vis Pesaro           | 1-0 (d.t.s.)       | Jesi                    | 1º Turno                |
| 2010-11  | Ancona                   | Tolentino            | 1-1 (6-5 c.r.)     | Civitanova Marche       | Vincitrice              |
| 2011-12  | Tolentino                | Biagio Nazzaro       | 2-1 (d.t.s.)       | Porto Sant'Elpidio      | Quarti di Finale        |
| 2012-13  | Fermana                  | Matelica             | 1-0 (d.t.s.)       | Chiaravalle             | Vincitrice              |
| 2013-14  | Montegiorgio             | Castelfidardo        | 1-0                | Fermo                   | Quarti di Finale        |
| 2014-15  | Biagio Nazzaro           | Folgore Veregra      | 2-0                | Fermo                   | 1º Turno                |
| 2015-16  | Fabriano Cerreto         | Civitanovese         | 1-0                | Chiaravalle             | Semifinale              |
| 2016-17  | Biagio Nazzaro           | Tolentino            | 2-1                | Matelica                | 1º Turno                |
| 2017-18  | Camerano                 | Porto d'Ascoli       | 2-0                | Recanati                | 1º Turno                |
| 2018-19  | Tolentino                | Fabriano Cerreto     | 2-0                | Tolentino               | 1º Turno                |
| 2019-20  | Forsempronese            | Porto d'Ascoli       | 2-1                | Senigallia              | Non conclusa            |
| 2020-21  | Non conclusa             | Non conclusa         | Non conclusa       | Non conclusa            | Non disputata           |
| 2021-22  | Forsempronese            | Atletico Ascoli      | 0-0 (4-2 c.r.)     | Senigallia              | Quarti di Finale        |
| 2022-23  | Valdichienti Ponte       | Urbino               | 1-0                | Senigallia              | Quarti di Finale        |
| 2023-24  | Osimana                  | Maceratese           | 3-1                | Senigallia              | 1º Turno                |
| 2024-25  | Urbania                  | Chiesanuova          | 1-0 (d.t.s.)       | Senigallia              | 1º Turno                |

## Titoli per squadra
- 4:  Biagio Nazzaro,  Forsempronese
- 3:  Montegiorgio
- 2:  Cagliese,  Camerino,  Fermana,  Tolentino
- 1:  Ancona,  Caldarola,  Camerano,  Civitanovese,  Fabriano Cerreto,  Jesina,  Maceratese,  Monturanese,  Osimana,  Pergolese,  Truentina Castel di Lama,  Urbania,  Urbino,  Valdichienti Ponte

## Coppa Marche Promozione
La Coppa Marche Promozione è riservata alle 32 squadre partecipanti al secondo torneo regionale. La prima edizione si è tenuta nel 2006 mentre prima le squadre di tale categoria giocavano nella Coppa Italia Dilettanti Marche.
Albo d'oro
| Stagione  | Vincitrice          | Finalista             | Risultato      | Luogo               |
| --------- | ------------------- | --------------------- | -------------- | ------------------- |
| 2006-2007 | Vis Pesaro          | Cuprense              | 1-0            | Ancona              |
| 2007-2008 | Urbania             | Fermana               | 3-2            | Senigallia          |
| 2008-2009 | Vis Pesaro          | Corridonia            | 2-0            | Ancona              |
| 2009-2010 | Monturanese         | Fabriano              | 2-0            | Falconara Marittima |
| 2010-2011 | Cagliese            | Porto Sant'Elpidio    | 5-2            | Falconara Marittima |
| 2011-2012 | Matelica            | Potenza Picena        | 2-0            | Tolentino           |
| 2012-2013 | Portorecanati       | Falconarese           | 4-0            | Castelfidardo       |
| 2013-2014 | Porto d'Ascoli      | Atletico Alma         | 1-0            | Recanati            |
| 2014-2015 | Pergolese           | San Marco Servigliano | 1-1 (4-3 c.r.) | Porto Recanati      |
| 2015-2016 | Lorese              | Vigor Castelfidardo   | 1-0            | Monte San Giusto    |
| 2016-2017 | Chiesanuova         | Vigor Castelfidardo   | 3-1            | Macerata            |
| 2017-2018 | Helvia Recina       | Passatempese          | 2-0            | Montefano           |
| 2018-2019 | Ancona              | Maceratese            | 3-2            | Macerata            |
| 2019-2020 | Non conclusa        | Non conclusa          | Non conclusa   | Non conclusa        |
| 2020-2021 | Non disputata       | Non disputata         | Non disputata  | Non disputata       |
| 2021-2022 | Vigor Castelfidardo | Potenza Picena        | 2-1            | Monte San Giusto    |
| 2022-2023 | Vigor Castelfidardo | Civitanovese          | 1-1 (5-4 c.r.) | Senigallia          |
| 2023-2024 | Moie Vallesina      | Potenza Picena        | 3-0            | Jesi                |
| 2024-2025 | Trodica             | Marina                | 2-1            | Senigallia          |

## Coppa Marche Prima Categoria
La Coppa Marche Prima Categoria è riservata alle 64 squadre partecipanti al terzo torneo regionale.
Albo d'oro
| Stagione  | Vincitrice               | Finalista              | Risultato      | Luogo               |
| --------- | ------------------------ | ---------------------- | -------------- | ------------------- |
| 2005-2006 | Atletico River Urbinelli | Torrese                | 2-1            | Ancona              |
| 2008-2009 | Campiglione              | Audax Piobbico         | 1-0            | Ancona              |
| 2009-2010 | Portorecanati            | Vigor Pollenza         | 1-0            | Macerata            |
| 2010-2011 | Loreto                   | Montottone             | 2-0            | Macerata            |
| 2011-2012 | Casette Verdini          | Real Cameranese        | 1-1 (5-4 c.r.) | Porto Recanati      |
| 2012-2013 | Porto d'Ascoli           | Fiuminata              | 1-0            | Recanati            |
| 2013-2014 | Fabriano Cerreto         | Santa Maria Apparente  | 1-1 (5-4 c.r.) | San Severino Marche |
| 2014-2015 | Audax Piobbico           | Atletico Azzurra Colli | 1-1 (4-3 c.r.) | Polverigi           |
| 2015-2016 | Mondolfo                 | Fiuminata              | 3-1            | Sassoferrato        |
| 2016-2017 | Filottranese             | Palmense               | 1-0            | Porto Recanati      |
| 2017-2018 | Civitanovese             | San Biagio             | 4-0            | Civitanova Marche   |
| 2018-2019 | Azzurra Vallefoglia      | Muccia                 | 0-0 (4-3 c.r.) | Muccia              |
| 2019-2020 | Non conclusa             | Non conclusa           | Non conclusa   | Non conclusa        |
| 2020-2021 | Non disputata            | Non disputata          | Non disputata  | Non disputata       |
| 2021-2022 | Castel di Lama           | Cagliese               | 2-0            | Osimo Stazione      |
| 2022-2023 | Appignanese              | Vismara                | 2-0            | Ancona              |
| 2023-2024 | Vigor Montecosaro        | Real Cameranese        | 3-2            | Ancona              |
| 2024-2025 | Folgore Castelraimondo   | Real Cameranese        | 0-0 (4-2 c.r.) | Chiesanuova         |

## Coppa Marche Seconda Categoria
La Coppa Marche Seconda Categoria è riservata alle 128 squadre partecipanti il quarto torneo regionale.
Albo d'oro
| Stagione  | Vincitrice          | Finalista                | Risultato      | Luogo              |
| --------- | ------------------- | ------------------------ | -------------- | ------------------ |
| 2005-2006 | Orciano             | Vis Civitanova           | 2-2 (5-4 c.r.) | Ancona             |
| 2007-2008 | Campiglione         | Olimpia Marzocca         | 2-0            | Ancona             |
| 2008-2009 | Agugliano Polverigi | Montottone               | 0-0 (5-4 c.r.) | Ancona             |
| 2009-2010 | Pinturetta          | Della Rovere             | 1-1 (7-6 c.r.) | Ancona             |
| 2010-2011 | Real Cameranese     | Vis Faleria              | 4-3            | Castelfidardo      |
| 2011-2012 | Palmense            | Appignanese              | 3-0            | Ancona             |
| 2012-2013 | Gabicce Gradara     | Muccia                   | 4-1            | Camerano           |
| 2013-2014 | Leonessa Montoro    | Villa Sant'Antonio       | 3-2            | Porto Sant'Elpidio |
| 2014-2015 | Caldarola           | Atletico River Urbinelli | 3-0            | Osimo Stazione     |
| 2015-2016 | Real Porto          | Leonessa Montoro         | 1-1 (5-4 c.r.) | Offagna            |
| 2016-2017 | Piceno United       | Castelbellino            | 4-1            | Ascoli Piceno      |
| 2017-2018 | Real Tolentino      | Fermignano               | 2-1            | Tolentino          |
| 2018-2019 | Vadese              | Piceno United            | 2-2 (4-3 c.r.) | Ascoli Piceno      |
| 2019-2020 | Non conclusa        | Non conclusa             | Non conclusa   | Non conclusa       |
| 2020-2021 | Non disputata       | Non disputata            | Non disputata  | Non disputata      |
| 2021-2022 | Senigallia          | Agraria Club             | 2-0            | Ancona             |
| 2022-2023 | Argignano           | Real Telusiano           | 2-0            | Ancona             |
| 2023-2024 | San Biagio          | Petritoli                | 2-1            | Porto Sant'Elpidio |
| 2024-2025 | Loreto              | Ripe San Ginesio         | 1-0            | Civitanova Marche  |

## Coppa Marche Terza Categoria
La Coppa Marche Terza Categoria è riservata alle squadre iscritte all'ultimo livello del campionato dilettantistico marchigiano.
Albo d'oro
| Stagione  | Vincitrice        | Finalista            | Risultato      | Luogo              |
| --------- | ----------------- | -------------------- | -------------- | ------------------ |
| 2004-2005 | Monte San Martino | Villa Palombara      | 1-0            | Ancona             |
| 2005-2006 | Real Muscolina    |                      |                |                    |
| 2006-2007 | Cluentina         |                      |                |                    |
| 2008-2009 | Gradara           | Montefiore           | 2-1            | Ancona             |
| 2009-2010 | Villa Fastiggi    | Palombese            | 3-1            | Ancona             |
| 2010-2011 | Vigor Montecosaro | Audace Grottazzolina | 2-1            | Porto Sant'Elpidio |
| 2011-2012 | Fabiani Matelica  | Futura 98 Fano       | 3-1 (d.t.s.)   | Villa Musone       |
| 2012-2013 | Santa Caterina    | Torre San Marco      | 1-0            | Camerano           |
| 2013-2014 | Piceno United     | Victoria Brugnetto   | 3-1            | Porto Sant'Elpidio |
| 2014-2015 | Poggese           | Gradara              | 1-0            | Gradara            |
| 2015-2016 | Pergola Green     | Visso                | 1-1 (4-1 c.r.) | Cerreto d'Esi      |
| 2016-2017 | Castelleonese     | Orsini               | 2-1            | Porto Sant'Elpidio |
| 2017-2018 | Magliano          | Valle del Giano      | 2-1            | Corridonia         |
| 2018-2019 | Atletico Macerata | La Montottonese      | 3-0            | Monte San Giusto   |
| 2019-2020 | Non conclusa      | Non conclusa         | Non conclusa   | Non conclusa       |
| 2020-2021 | Non disputata     | Non disputata        | Non disputata  | Non disputata      |
| 2021-2022 | Pievebovigliana   | Monte Porzio         | 0-0 (3-0 c.r.) | Ancona             |
| 2022-2023 | Helvia Recina     | Santangiolese        | 0-0 (5-4 c.r.) | Senigallia         |
| 2023-2024 | Stese             | Camerano             | 2-0            | Cupramontana       |
| 2024-2025 | Porta Romana      | Serra Volante        | 5-0            | Ancona             |